# Зайців Дмитро Варфоломійович
Дмитро Варфоломійович Зáйців (Dmytro Zajciw) (1897—1976) — український ентомолог, дослідник жуків-вусачів. Описав десятки нових таксонів цієї групи. Мешкав і працював у Харкові, згодом емігрував до Бразилії. Брат Т. В. Зайцевої — української мовознавиці, кандидата філософських наук.

## Біографія
Дмитро Варфоломійович Зáйців народився 17 лютого 1897 року в с. Великомихайлівка нині Павлоградського району Дніпропетровської області. Він навчався в аспірантурі Харківського інституту народної освіти (1926–29). З 1930 року він обіймав посаду доцента кафедри ентомології та зоології Харківського сільськогосподарського інституту. Під час Другої світової війни емігрував до Західної Європи, а звідти — до Бразилії.

## Наукова діяльність
Дмитро Варфоломійович вивчав фауну жуків-вусачів СРСР, зокрема Запоріжжя, Харківщини, Далекого Сходу, Лемківщиини, а також рідкісні рослини й тварини Запорізького краю. Він був дійсним членом НТШ. Ним описані як нові для наука триба, 13 нових родів та 48 видів жуків цієї родини (майже усі — з Південної Америки). Він також вперше описав личинок та лялечок декільков видів жуків-вусачів. У його творчому доробку понад 90 наукових публікацій (перелік див.нижче). Його величезну ентомологічну колекцію придбав зоологічний відділ Федерального університету Парани (Бразилія)
Д. В. Зайців приділяв увагу і науково-методичній роботі. Зокрема, в публікаціях у журналі «Краєзнавство» та інших виданнях обґрунтував основні положення методики краєзнавчої натуралістичної роботи шкільних гуртків із вивчення регіональної фауни.
Водночас він вів чималу науково-організаційну роботу: виконував обов'язки вченого секретаря Українського комітету краєзнавства (1926—1930) і секретаря природничої секції Харківського наукового товариства (1928).

## Визнання
На честь Д. В. Зайціва названо види комах:
- Neochrysoprasis zajciwi Franz, 1969 — жук-вусач з Болівії (за першоописом)[4], розповсюджений по усій тропічній частині Південної Америки;
- Seabraia zajciwi Lane, 1965 — жук-вусач із Французької Гвіани та Бразилії (за першоописом)[5].

## Цікавий факт
- 26 липня 1929 року Дмитро Варфоломійович у дачній місцевості «Платформа 19-й кілометр» знайшов один екземпляр жука-вусача. Згодом виявилось, що це новий для науки рід (!) і вид. Вчений назвав його на честь найвідомішого в країні знавця цієї групи комах, московського ентомолога М. М. Плавильщикова — Teratoclytus plavilstshikovi. Це був перший новий для науки вид, знайдений та описаний Д. В. Зайцівим, і єдиний, описаний ним, до еміграції[6]. Фото цього жука див. на [7]

### Нові для науки таксони, встановлені Д.В.Зайцівим
| - Olexandrellaeini Zajciw, 1959 = Dodecosini Aurivillius, 1912 - Teratoclytus Zajciw, 1937 | - Dioridium Zajciw, 1961 |

| - Allodemus centromaculatus Zajciw, 1968 | - Eburodacrys lanei Zajciw, 195& | - Potiaxixa longipennis (Zajciw, 1966) |

### Наукові праці
| 1920-1930-ті - Зайців Д. 1927: Борсук (Meles meles meles L.) на Запоріжжі. Вісник природознавства, 2. - Зайцив Д. 1927: К изучению взаимоотношений между насекомыми и цветами. Живая природа, 14. - Зайців Д. 1928: В природничій секції Харківського наукового товариства. Вісник природознавства, 3/4. - Зайців Д. Матеріали до вивчення жуків-скрипунів (Cerambycidae) Запоріжжя. Вісник природознавства. — 1928. — № 2. —. С. 180–181. - Зайців Д. 1929: Матеріали до фавни жуків-скрипунів (Coleoptera, Cerambycidae) на Харківщині. Труди Фізично-Математичного Відділу Всеукраїнської Академії Наук. Т. ХІІІ, вип. 1: С 121—139. - Зайців Д. 1937: Teratoclytus — новий рід жуків-скрипунів (Coleoptera, Cerambycidae) із Східного Сибіру. Збірник праць Зоологічного музею АН УРСР, 19: 213—216. 1950-ті - Zajciw, D., 1956: Longicórneos novos para a fauna do Brasil (Col. Cerambycidae) Revista Brasileira de Entomologia, São Paulo, 6: 51–56. - Zajciw, D., 1956: Nota sôbre Unxia scopifer (Klug, 1825) (Col. Cerambycidae). Dusenia, Curitiba, 7(1): 33–36. - Zajciw, D., 1957: Dois novos gêneros e espécies de longicórneos neotrópicos (Col., Cerambycidae). Anais da Academia Brasileira de Ciências, Rio de Janeiro, 29(2): 301—308. - Zajciw, D., 1958: Descrição de duas espécies novas do gênero Neoeme Goun., 1909, do Brasil (Coleopt., Cerambycidae). Revista Brasileira de Biologia, Rio de Janeiro, 18(4): 447—450. - Zajciw, D., 1958: Descrição de uma nova espécie de Callia Serville, 1835 com chave para determinação das espécies brasileiras (Col. Cerambycidae). Revista Brasileira de Entomologia, São Paulo, 8: 55–58. - Zajciw, D., 1958: Contribuicao powa o estudo dos longicorneos do Rio de Janeiro (Colloptera-Cerambycidae). Univ. - Zajciw, D., 1958: Estudos sôbre Longicórneos Neotrópicos (Coleoptera, Cerambycidae). Memórias do Instituto Oswaldo Cruz, Rio de Janeiro, 56(2): 685—693. - Zajciw, D., 1958: Fauna do Distrito Federal XLVIII — Contribuição para o estudo dos longicórneos do Rio de Janeiro (Coleoptera-Cerambycidae). Boletim do Museu Nacional, Rio de Janeiro (n.s.) Zoologia, 189(5): 1–26. - Zajciw, D., 1958: Novos longicórneos neotrópicos (Col., Cerambycidae). Revista Brasileira de Entomologia, São Paulo, 8: 233—262. - Zajciw, D., 1959: Revisão do gênero Coremia Serville, 1834 (Col., Cerambycidae). Studia Entomologica, Petrópolis, 2(1-4) : 271—284. - Zajciw, D., 1959: Uma tribo, três gêneros e três espécies novas de Longicórneos do Brasil. (Col., Cerambycidae) Anais da Academia Brasileira de Ciências, Rio de Janeiro, 31(4): 605—616. 1960-ті - Zajciw, D., 1960: Cerambycidos neotropicales. Tres generos y tres especies nuevos. Revista de la Sociedad Uruguaya de Entomología, Montevideo, 4: 55–61. - Zajciw, D., 1960: Chrysoprasis do grupo rotundicollis Bates, 1870, com descrição de uma espécie nova do Brasil (Col., Cerambycidae, Cerambycinae). Revista Brasileira de Biologia, Rio de Janeiro, 20(3): 289—294, 1 fig. - Zajciw, D., 1960: Descrição de Duas Espécies e uma Subespécie Novas de Chrysoprasis Serv., com Chave Preliminar para Determinação das Espécies Brasileiras (Col., Cerambycidae). Anais da Academia Brasileira de Ciências, Rio de Janeiro, 32(3-4): 349—358. - Zajciw, D., 1960: Estudos sôbre Longicórneos neotrópicos. II. (Coleoptera, Cerambycidae). Revista Brasileira de Biologia, Rio de Janeiro, 20(1): 93–98. - Zajciw, D., 1960: Longicórneos novos para a fauna do Brasil (Col. Cerambycidae). II. Revista Brasileira de Entomologia, São Paulo, 9: 69–79. - Zajciw, D., 1960: Nota sôbre Odontocera cylindrica Serville, 1833 (Col., Cerambycidae, Cerambycinae). Revista Brasileira de Biologia, Rio de Janeiro, 20(4): 435—437. - Zajciw, D., 1960: Novos Longicórneos Neotrópicos (Col., Cerambycidae)-II. Revista Brasileira de Entomologia, São Paulo, 9: 129—149. - Zajciw, D., 1960: Um gênero e duas espécies novas de Longicórneos do Brasil (Col., Cerambycidae). Revista Brasileira de Biologia, Rio de Janeiro, 20(4): 397—402. - Zajciw, D., 1961: Dois Gêneros e Três Espécies Novos de Longicorneos do Brasil (Col. Cerambycidae). Anais da Academia Brasileira de Ciências, Rio de Janeiro, 33(2): 217—224. - Zajciw, D., 1961: Insecta Amapaensia. — Coleoptera: Cerambycidae. Studia Entomologica, Petrópolis, 4(1-4): 525—536. - Zajciw, D., 1961: Novas espécies neotrópicas de Colobothea Serville, 1825 (Coleoptera, Cerambycidae, Lamiinae). Revista Brasileira de Biologia, Rio de Janeiro, 21(4): 385—390. | - Zajciw, D., 1961: Novos longicórneos neotrópicos (Col., Cerambycidae). IV. Revista Brasileira de Biologia, Rio de Janeiro, 21(4): 217—224. 1970-ті - Monné M. A. & Zajciw, D., 1970 Cerambícidos del Uruguay, nuevos o poco conocidos. II. Atas Soc. Biol. • 13, 1-2: 29-32. - Zajciw, D., 1970: Novas ocorrências de Acanthoderes Serv., 1835 (Coleoptera, Cerambycidae, Lamiinae) II. Atas Soc. Biol. • 13, 1-2: 5. - Zajciw, D., 1970: Redescrição de Oncideres macra Thomson, 1868 (Coleoptera, Cerambycidae, Lamiinae). Atas Soc. Biol. • 13, 3-4: 129—130. - Zajciw, D., 1970: Contribuição para o estudo das espécies do gênero Acanthoderes Serv., 1835 (Coleoptera, Cerambycidae, Lamiinae). Atas Soc. Biol. • 13, 5-6: 187—190. - Zajciw, D., 1970: Um gênero e duas espécies novos da tribo Cyrtinini da América do Sul (Coleoptera, Cerambycidae, Lamiinae). Studia ent. 13, 1-4: 345—352. - Zajciw, D., 1971: Novos Longicórneos Neotrópicos. XVIII (Coleoptera, Cerambycidae). Revta. Bras. Biol. 31, 3: 305—308. - Zajciw, D., 1971: Contribuição ao estudo do desenho dos élitros de Colobothea Serv., 1825 (Col., Cerambycidae, Lamiinae). Revta. Bras. Biol. 31, 2: 133—140. - Zajciw, D., 1971: Descrição de uma nova espécie de Colobothea do Brasil (Coleoptera, Cerambycidae, Lamiinae). Atas Soc. Biol. 14, 5-6 : 143—144. - Zajciw, D., 1971: Redescrição de Colobothea fibrosa Er. 1847 (Col., Cerambycidae, Lamiinae). Atas Soc. Biol. 14, 5-6: 119. - Zajciw, D., 1971: Algumas considerações a respeito dos assuntos zoogeográficos no Brasil. Arq. Mus. Nac. 54 : 243—247. - Zajciw, D., 1972: Contribuição para o estudo da fauna dos longicórneos do Parque Nacional do Itatiaia (Coleoptera, Cerambycidae). Brasil Florestal, 3, 40−72. - Zajciw, D., 1972: Descrição de um gênero novo e uma espécie nova de longicórneos neotrópicos (Coleoptera, Cerambycidae, Lamiinae). evta. Bras. Biol. • 32, 2 : 219—220. - Monné M. A. & Zajciw, D., 1972: Cerambícidos del Uruguay, nuevos o poco conocidos. III. Atas Soc. Biol. 15, 2 : 49-53. - Zajciw, D., 1973: Descriptions of larva and pupa of Malacopterus pavidus (Germar, 1824) (Coleoptera, Cerambycidae, Cerambycinae). Revta. Bras. Biol. 33, 3: 375—378. - Zajciw, D., 1974: Contribuição para o estudo da fauna dos longicórneos (Coleoptera, Cerambycidae) das florestas do Estado do Espírito Santo e principalmente da Reserva Biológica Soôretama. Boletim Técnico do Instituto Brasileiro de Desenvolvimento Florestal, Rio de Janeiro, 4, 37−91. - Zajciw, D., 1974: Descriptions of larva and pupa of Psyllotoxus griseocinctus Thomson, 1868 (Coleoptera, Cerambycidae, Lamiinae). Revta. Bras. Biol. 34 (3): 393—396. - Zajciw, D., 1974: Novas plantas hospedeiras dos Longicórneos no Brasil (Coleoptera, Cerambycidae). Bras. Flor. 5, 19: 45-48. - Zajciw, D., 1974: Contribuição para o estudo da biologia de Psillotoxus griseocinctus Thomson,1868 (Coleoptera, Cerambycidae, Lamiinae). Bras. Flor. 5, 18: 54-58. - Zajciw, D., 1975: Descriptions of Larva and Pupa of Macropophora accentifer (Olivier, 1795) (Coleoptera, Cerambycidae, Lamiinae). Anais Acad. Bras., 47 (2): 347—350. |